# Tillandsia ropalocarpa
Tillandsia ropalocarpa là một loài thực vật có hoa trong họ Bromeliaceae. Loài này được André miêu tả khoa học đầu tiên năm 1888.